# Coryphaenoides mcmillani
Coryphaenoides mcmillani es una especie de pez de la familia Macrouridae en el orden de los Gadiformes.

## Morfología
• Los machos pueden llegar alcanzar los 34 cm de longitud total.

## Hábitat
Es un pez de aguas profundas que vive entre 817-1.400 m de profundidad.

## Distribución geográfica
Se encuentran en Sudáfrica, Australia y Nueva Zelanda.